# باول جيفري
باول جيفري (بالإنجليزية: Paul Jeffrey)‏ هو زمّار أمريكي، ولد في 8 أبريل 1933 في نيويورك في الولايات المتحدة، وتوفي في 20 مارس 2015.

## وصلات خارجية
- باول جيفري على موقع ميوزك برينز (الإنجليزية)
- باول جيفري على موقع أول ميوزيك (الإنجليزية)
- باول جيفري على موقع ديسكوغز (الإنجليزية)